# Baumsarg

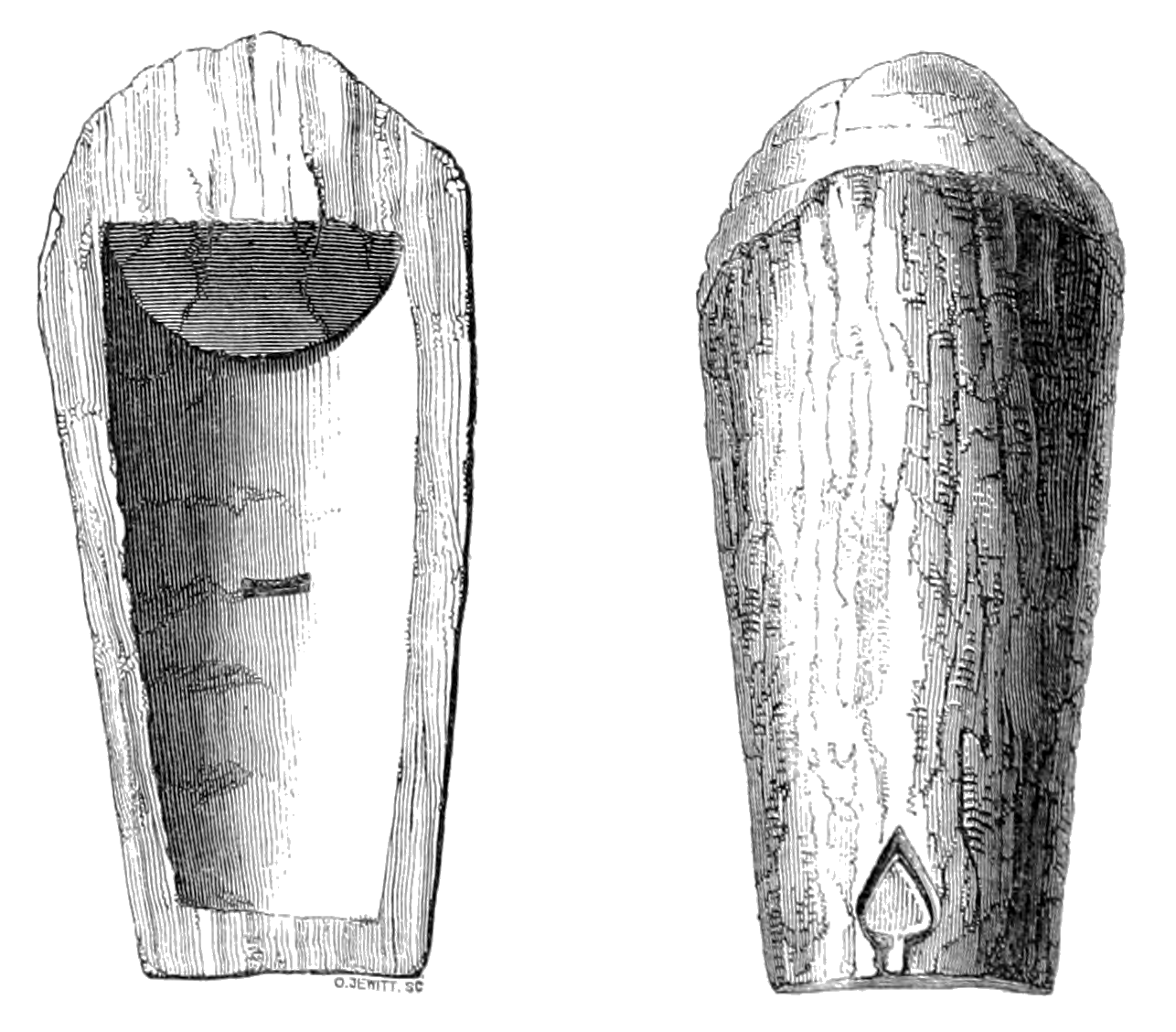
Dänischer Baumsarg

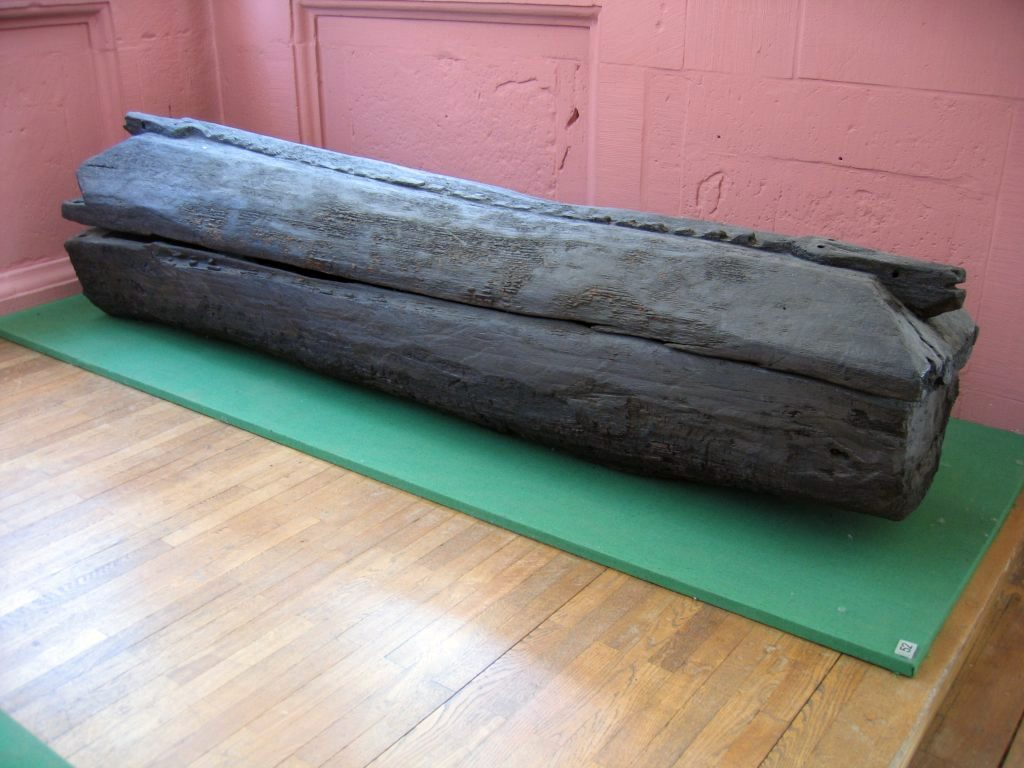
Baumsarg aus dem alamannischen Gräberfeld von Oberflacht

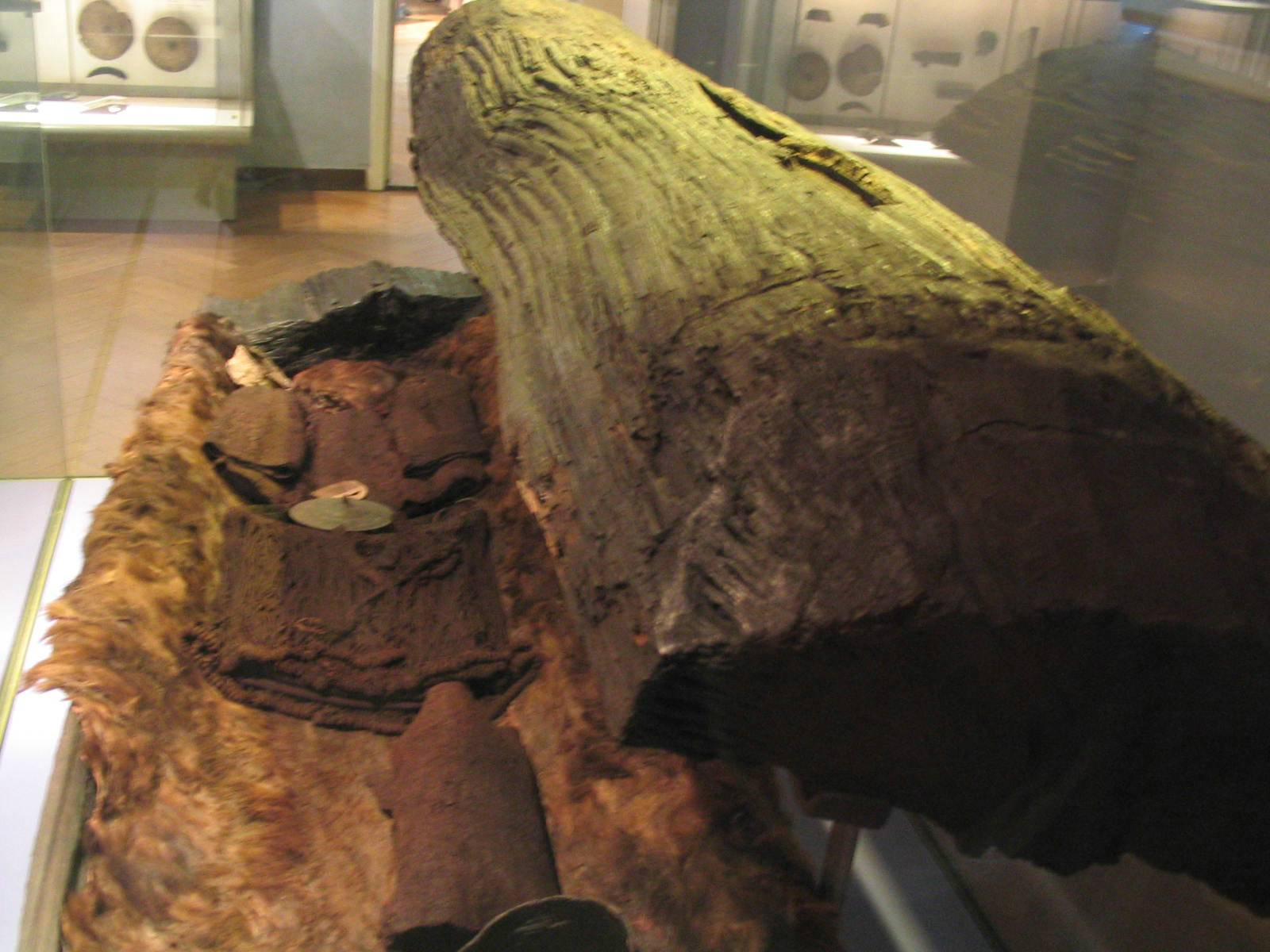
Baumsarg Mädchen von Egtved

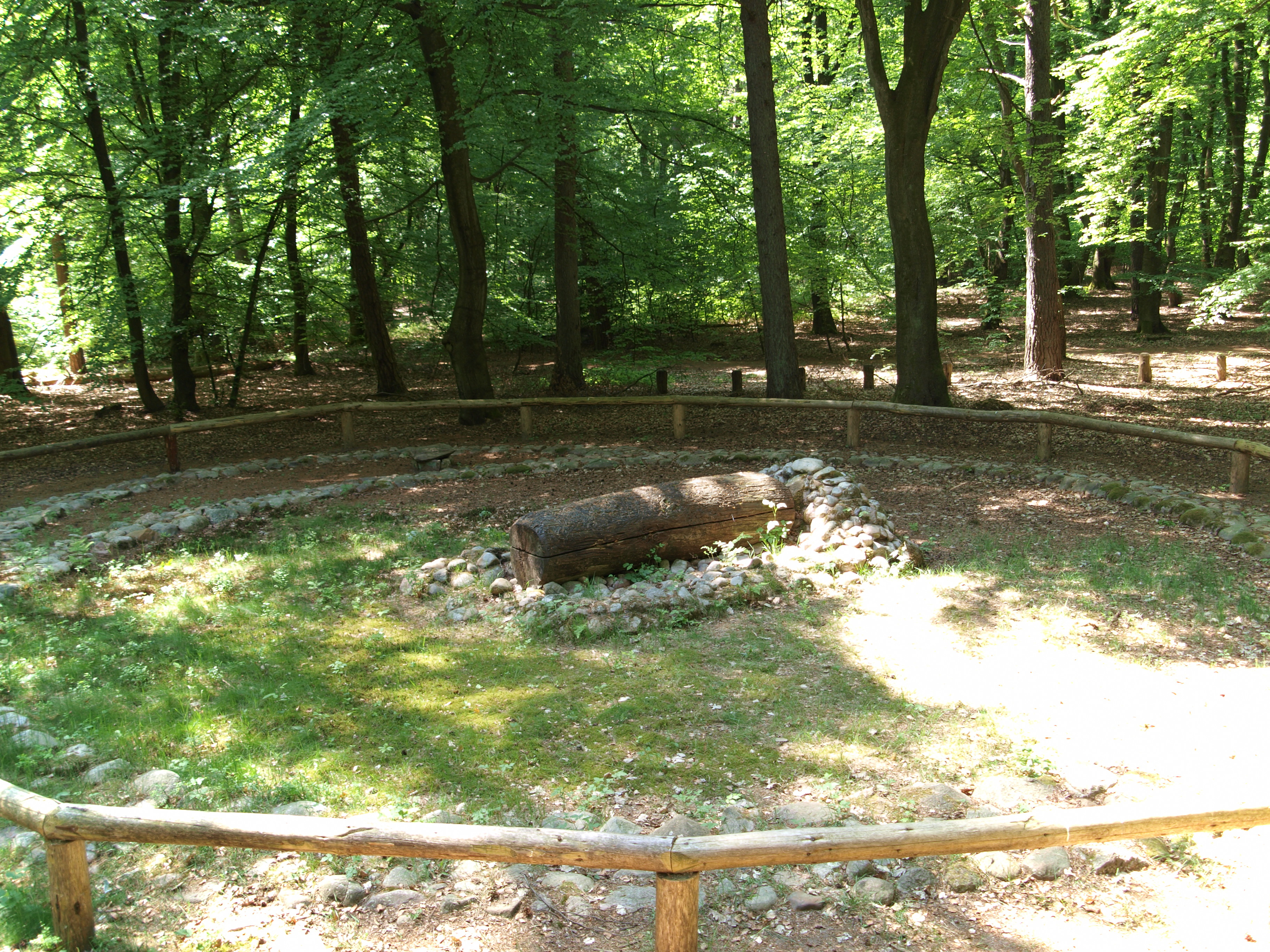
Rekonstruktion im Archäologischen Wanderpfad in der Fischbeker Heide

Ein Baumsarg oder Totenbaum (dänisch Bulkiste) ist ein Sarg, aus einem Baumstamm gefertigt, der längs gespalten und ausgehöhlt wurde. Bei Verwendung von Eichenholz führte das Holz durch das enthaltene Tannin oft zu einer guten Erhaltung organischer Materialien, insbesondere von Textilien. Oft geben allerdings nur noch Verfärbungen im Erdreich einen Hinweis auf Bestattungen in Baumsärgen.
Baumsärge wurden vor allem in der nordischen Bronzezeit in Hügelgräbern deponiert, kommen aber bis ins Mittelalter vor. Einige frühbronzezeitliche Hügelgräber in Jütland (Dänemark) nehmen eine Sonderstellung in der archäologischen Forschung ein. Die großen Hügelgräber von Borum Eshøj, Guldhøj, Muldbjerg, Skrydstrup und Trindhøj wurden in der Regel aus Torf errichtet, das über den Gräbern eine massive, feuchte Decke bildete. Eisensalze, die natürlicherweise im Torf vorkommen, schufen eine Schicht aus Eisensandstein. Die Schicht verhinderte, dass Luft in das Hügelinnere eindrang. So waren die Eichensärge mit Inhalt in einer schützenden Umgebung eingeschlossen, die der von Mooren sehr ähnlich ist. Der Erhaltungsgrad der Skelette variiert von Hügel zu Hügel.
Die bekannteste Baumsargbestattung ist das Mädchen von Egtved. Auch das Grab von Muldbjerg enthielt gut erhaltene Textilien. Das Haar ist häufig gut erhalten. Manchmal lassen sich sogar Gesichtsmerkmale erkennen. Die gut erhaltene Haut der jungen Frau von Skrydstrup offenbart schöne Gesichtszüge. Sie trägt eine Frisur mit einem Netz aus schwarzem Pferdehaar. Neben ihren Ohren lagen Goldringe. Aus dem Grab des Mannes im Guldhøj wurde Fell vom Otter und einige hölzerne Gegenstände geborgen, darunter Schalen und ein Klappstuhl aus Holz. Im Gürtel steckte ein Dolch in einer hölzernen Scheide. Wie in den meisten übrigen Gräbern lag der Leichnam auf einer Rinderhaut. Die Männer vom Muldbjerg und Trindhøj lieferten Informationen über Kleidung und Schmuck: Beide waren in lange Lendentücher gekleidet, die mit Lederriemen gehalten wurden. Hosen gab es noch nicht. Beide Männer trugen einen nierenförmigen Umhang über der Schulter und eine runde Kappe. Schwerter, Spangen, Doppelknöpfe und Gürtelschmuck vervollständigten ihre Ausstattung.
Insgesamt sind aus Dänemark und Schleswig etwa 60 Baumsärge bekannt. Sie stammen, soweit dendrochronologisch datierbar (28 Exemplare), vor allem aus der Zeit zwischen 1391 und 1344 vor Christus. Nur drei davon stammen aus jüngerer Zeit. Im Hügel von Eldsberga (Schweden) wurden zwei Baumsärge auf dem Dach eines Ganggrabes deponiert und mit einer Röse überdeckt, die letztlich von einem Erdhügel bedeckt wurde.
Baumsärge wurden auch in der Völkerwanderungs- und Wikingerzeit verwendet. Sie finden sich zum Beispiel in der Schweiz in der Stadt Bülach, im Berner Münster, in der merowingerzeitlichen Kapelle Sankt Stephan im Ortsteil Biel-Mett (7. Jahrhundert) und auf dem Gebiet der Gemeinde Zillis-Reischen (8. Jahrhundert). Ein Baumsarg aus dem späten 8. Jh. befindet sich in der Stiftskirche in Mattsee. Baumsärge wurden auch in Südtirol beim Kirchlein Sankt Zeno nahe der Burg Reifenstein gefunden. Besonders gut erhalten ist eine Reihe von Baumsärgen aus dem fränkisch-alamannischen Gräberfeld von Oberflacht bei Tuttlingen (Baden-Württemberg) aus dem 6. Jahrhundert; dort sind auf den Deckeln Darstellungen von Schlangen oder Drachen eingeschnitten. Neben dem Magdeburger Dom in Sachsen-Anhalt (eventuell Standort einer Königspfalz) wurden zahlreiche Gräber, darunter auch Baumsärge gefunden.
Aus Frankreich ist bisher nur ein Fund mit einer Kopfaussparung im Baumstamm auf dem Friedhof des Priorates Sainte-Foy in Coulommiers (Département Seine-et-Marne) bekannt. In den Niederlanden gibt es auf der Halbinsel Walcheren (Seeland) Funde aus dem 6. bis 10. Jahrhundert. In Großbritannien wurden in Selby (Grafschaft North Yorkshire) auf dem Church Hill, wo einst die Kirche stand, 14 Eichenbaumsärge gefunden. Eine andere Fundstelle liegt auf dem Schlosshügel von Edinburgh (Schottland). In der Stadt Skara (Schweden) wurden im Jahr 1889 bei Kanalisationsarbeiten knapp außerhalb der Domkirche vier Baumsärge entdeckt. 72 west-ost-gerichtete Baumsärge wurden in Wernigerode am Harz gefunden. Die Forschungsergebnisse über fränkische Baumsargbeisetzungen von Wesel/Bislich, wo rund 800 Baumsärge liegen, Eick (Stadt Moers), Junkersdorf bei Köln und Hohenfels (Daun) sind erst teilweise veröffentlicht.